# Albert Hall
Pour les articles homonymes, voir Albert Hall (homonymie).
Albert Hall est un acteur américain, né le 10 novembre 1937 à Brighton, en Alabama (États-Unis).

## Biographie
Albert Hall a été diplômé de l'école des Arts à l'Université Columbia en 1971. La même année, il est apparu au théâtre dans The Basic Training of Pavlo Hummel et dans Melvin Van Peebles Ain't Supposed to Die a Natural Death.
Son rôle au cinéma le plus connu à ce jour est probablement celui de Chief Phillips de Francis Ford Coppola qui a reçu un Prix pour Apocalypse Now.
Le public contemporain peut reconnaître Albert Hall dans le rôle de Seymore Walsh, un juge sévère, un rôle invité récurrent dans Ally McBeal et The Practice. Albert Hall a aussi fait des apparitions dans Kojak, Deux Flics à Miami, Matlock, Star Trek : La Nouvelle Génération, La Vie avant tout, 24, Sleeper Cell et Grey's Anatomy. Plus récemment, il a tenu un rôle récurrent dans la série Men of a Certain Age .

## Filmographie

### Cinéma
- 1970 : Le Casse de l'oncle Tom (Cotton Comes to Harlem) de Ossie Davis : Détective en arrière-plan non crédité
- 1974 : Willie Dynamite (en) de Gilbert Moses : Pointer
- 1976 : Leadbelly de Gordon Parks : Dicklicker
- 1979 : The Bermuda Triangle de Richard Friedenberg : Copilote du 737 (documentaire)
- 1979 : Apocalypse Now de Francis Ford Coppola : Chef Phillips
- 1981 : Cry Freedom! de Ola Balogun : Haraka
- 1985 : Wanda's Café (Trouble in Mind) de Alan Rudolph : Leo
- 1988 : La Main droite du diable (Betrayed) de Costa-Gavras : Al Sanders
- 1989 : Susie et les Baker Boys (The Fabulous Baker Boys) de Steven Kloves : Henry
- 1989 : Music Box de Joe Eszterhas : Mack Jones
- 1992 : Malcolm X de Spike Lee : Baines
- 1993 : La Star de Chicago (Rookie of the Year) de Daniel Stern : Sal Martinella
- 1995 : Major Payne de Nick Castle : Général Decker
- 1995 : Le Diable en robe bleue (Devil in a Blue Dress) de Carl Franklin : Degan Odell
- 1996 : La Couleur de l'arnaque (The Great White Hype) de Reginald Hudlin : Roper's Manager
- 1996 : À l'épreuve du feu (Courage Under Fire) de Edward Zwick : Speaker
- 1996 : Get on the Bus de Spike Lee : Craig
- 1996 : Jimi de Daniel Rivera : Boxcar
- 1998 : Anarchy TV (en) de Jonathan Blank : Bobby
- 1998 : Beloved de Jonathan Demme : Stamp Paid
- 2001 : Ali de Michael Mann : Elijah Muhammad
- 2007 : Midway de Darius Clark Monroe : Vieil homme (court métrage)
- 2007 : Honeydripper de John Sayles : Révérend Cutlip
- 2007 : Benjamin Gates et le Livre des secrets de Jon Turteltaub : Dr Nichols
- 2009 : Les Liens sacrés (Not Easily Broken) de Bill Duke : Bishop Wilkes

### Télévision

#### Séries télévisées
- 1973 : On ne vit qu'une fois (One Life to Live) : Ben Howard
- 1975 : Sanford and Son : Bernie Taub
- 1975 : Kojak : Détective Gregg
- 1976 : MASH : Caporal
- 1979 : Racines 2 (Roots: The Next Generations) : Vernon (mini-série)
- 1981 : The Sophisticated Gents (en) : Détective Swoop Ferguson (mini-série)
- 1983 : Ryan's Four (en) : Dr Terry Wilson (5 épisodes)
- 1985 : Robert Kennedy and His Times (en) : Roy Wilkins (mini-série)
- 1986 : Deux Flics à Miami (Miami Vice) : Joe Dalva
- 1986 : Fame : Révérend Tyler
- 1988-1989 : Matlock : Procureur / Assistant D.A. Corbalis (6 épisodes)
- 1989 : Freddy, le cauchemar de vos nuits (Freddy's Nightmares, a Nightmare on Elm Street: The Series) : Colonel Delaney
- 1989 : Nick Mancuso, les dossiers secrets du FBI (en) (Mancuso, F.B.I.) :
- 1989 : Star Trek : La Nouvelle Génération (Star Trek: The Next Generation) : Galek Dar
- 1989 : Campus Show (A Different World) : l'Aumônier
- 1990 : Jack Killian, l'homme au micro (Midnight Caller) : Jordan Turner
- 1991 : Separate But Equal : Oliver Hill (mini-série)
- 1993 : Roc (en) : Harold
- 1995 : CBS Schoolbreak Special-What About Your Friends : Mr. Black
- 1996 : The Lazarus Man : Bushy
- 1996 : New York Undercover : Ministre Malik
- 1996 : Swift Justice (en) : Ray Johnson
- 1998-2002 : Ally McBeal : le juge Seymour Walsh (51 épisodes)
- 1998 : The Practice : Donnell et Associés : Juge Seymore Walsh (5 épisodes)
- 1998 : Le Damné (Brimstone) : Père Horn
- 2000 : La Vie avant tout (Strong Medicine) : Révérend Hayes
- 2001 : That's Life :
- 2003 : Half and Half : Juge Harrison Todd
- 2004 : 24 Heures chrono : Alan Milliken (4 épisodes)
- 2004 : Les Feux de l'amour (The Young and the Restless) : Juge Theodore Billington (5 épisodes)
- 2005 : Révélations : Père Ambrose (mini-série)
- 2005 : Sleeper Cell : Bibliothécaire de la prison (2 épisodes)
- 2006 : Grey's Anatomy : Eugene Foote
- 2006 : Thief : Riley (mini-série)
- 2006 : Urgences (ER) : James Anderson
- 2009-2011 : Men of a Certain Age : Bruce (10 épisodes)
- 2010 : Des jours et des vies (Days of our Lives) : Juge Davis (2 épisodes)
- 2010 : Outlaws : Juge Andrew Emmett
- 2010 : Private Practice : Lewis Cartwright
- 2010 : Detroit 1-8-7 : Brent Longford

#### Téléfilms
- 1972 : If You Give a Dance, You Gotta Pay the Band de Fred Coe : T-Bone
- 1974 : Wedding Band de Joseph Papp et Jack Sameth : Nelson Green
- 1980 : Guyana Tragedy: The Story of Jim Jones de William A. Graham : Otis Jefferson
- 1984 : La Nuit où l'on a sauvé le père Noël (The Night They Saved Christmas) de Jackie Cooper : Loomis
- 1985 : Midas Valley de Gus Trikonis : Dr Aaronson
- 1985: Les Feux de l'été (The Long Hot Summer) de Stuart Cooper : Armistead Howlett
- 1987 : La Case de l'oncle Tom (Uncle Tom's Cabin) de Stan Lathan : Quimbo
- 1991 : The Boys de Glenn Jordan : Burt Tipton
- 1993 : Star de Michael Miller : Larry
- 1996 : The Cold Equations de Peter Geiger : Capitaine Keynes
- 1998 : The Tiger Woods Story de LeVar Burton : Hank Aaron
- 1999 : Vote sous influence (Swing Vote) de David Anspaugh : justice Hank Banks
- 2000 : Getting Away with Murder: The JonBenét Ramsey Mystery (en) de Edward Lucas :
- 2002 : Sur le chemin de la guerre (Path to War) de John Frankenheimer : Roy Wilkins